# Mugil
Mugil là một chi cá trong họ Mugilidae.

## Các loài
Có 15 loài được ghi nhận:
- Mugil bananensis (Pellegrin, 1927)
- Mugil broussonnetii Valenciennes, 1836
- Mugil capurrii (Perugia, 1892)
- Mugil cephalus Linnaeus, 1758
- Mugil curema Valenciennes, 1836
- Mugil curvidens Valenciennes, 1836
- Mugil galapagensis Ebeling, 1961
- Mugil gyrans (D. S. Jordan & C. H. Gilbert, 1884)
- Mugil hospes D. S. Jordan & Culver, 1895
- Mugil incilis Hancock, 1830
- Mugil liza Valenciennes, 1836
- Mugil longicauda Guitart & Alvarez-Lojonchere, 1976
- Mugil rubrioculus I. J. Harrison, Nirchio, C. de Oliveira, Ron & Gaviria, 2007
- Mugil setosus C. H. Gilbert, 1892
- Mugil trichodon Poey, 1875